# Oliver Frljić
Oliver Frljić (Travnik, 31. marta 1976) je pozorišni reditelj.

## Biografija
Diplomirao je 2002. godine filozofiju i religijsku kulturu te pozorišnu i radio režiju na Akademiji dramske umjetnosti u Zagrebu.
Prije upisa na studij pozorišne režije, sredinom devedesetih, formira amatersku pozorišnu skupinu Le Cheval, s kojom nastupa na festivalima pozorišnih amaterskih predstva, kao što su TEST! (Teatar studentima!) ili SKAZ. No, surađuje i s mnogim drugim grupama na zagrebačkoj nezavisnoj sceni.
On profesionalno režira već tokom studija i to u Istarskom narodnom kazalištu, Teatru &TD, te pozorišnoj grupi KUFER. Njegove produkcije bile su predstavljene na festivalima: Gavelline večeri, Splitsko ljeto, Tjedan suvremenog plesa, Zlatni Lav (Umag), Diskurs festival (Giessen), Karantena (Dubrovnik), FIAT (Podgorica), APAF (Salzburg), Freischwimmer Festival (Beč, Berlin, Hamburg, Dusseldorf, Cirih), Zadar snova, Osječko ljeto kulture, Međunarodni dječji festival Šibenik i drugim.
Prvu važniju predstavu na međunarodnoj sceni Preklet naj bo izdajalec svoje domovine režira 2010. godine u Slovenskom mladinskom gledališče. Predstava dobiva dvije Borštnikove nagrade u Mariboru, te postaje slovenski rekorder po broju međunarodnih gostovanja (56 izvedbi u dvadeset država na četiri kontinenta). Iste godine režira i predstavu Buđenje proljeća u ZKM-u, za koju na festivalu Bez prevoda u Užicu dobija nagradu za najbolju predstavu festivala, a u Crnogorskom narodnom pozorištu u Podgorici režira Raspravu Pierra de Marivauxa. Krajem iste godine režira predstavu Kukavičluk u Narodnom pozorištu Subotica koja je od mnogih kritičara proglašena pozorišnim događajem sezone u Srbiji. Predstava je pobedila na Sterijinom pozorju dobivši nagradu za najbolju predstavu, a Oliver Frljić dobio je nagradu za najbolju režiju. Veliku medijsku pozornost dobiva i svojim sljedećim projektom, teatralizacijom romana Abdulaha Sidrana Otac na službenom putu postavljenim u beogradskom pozorištu Atelje 212 u okviru YU sezone pozorišta. Predstava je osvojila brojne nagrade, između ostalog i glavnu nagradu za najbolju predstavu 10. festivala bosanskohercegovačke drame u Zenici, Srebrni lovorov vijenac za najbolju predstavu u kategoriji Mittel Europa na festivalu MESS u Sarajevu, glavnu nagradu na 16. Jugoslavenskom pozorišnom festivalu u Užicu, Grand Prix za najbolju predstavu 28. susreta profesionalnih pozorišta u Brčkom te brojne druge nagrade. Ova predstava je postala jedna od najvećih hit predstava Ateljea 212 u istoriji pozorišta, osvojivši tridesetak nagrada na brojnim regionalnim festivalima. Nakon uspjeha u Beogradu pojedinci su ga opisivali kao "regionalnu redateljske zvijezde". Takvu titulu najslikovitije je potvrdio predstavom Leksikon Yu mitologije koja je premijerno izvedena u septembru 2011. godine na otvaranju 18. festivala Ex ponto u Ljubljani, a koja je nastala u koprodukciji teatara iz čak pet zemalja (Slovenija, Hrvatska, Srbija, Crna Gora, Makedonija). U oktobru iste godine na jednom od najuglednijih festivala regije MESS u Sarajevu premijerno je izvedena predstava Pismo iz 1920. nastala u koprodukciji samog festivala i Bosanskog narodnog pozorišta iz Zenice kojom je podigao veliku prašinu zbog korištenja dijelova ratne monodrame Godine prevare poznatog bosansko-hercegovačkog glumca Emira Hadžihafizbegovića u kojoj se poziva na džihad.
Zahvaljujući sve većem broju inozemnih angažmana, Oliver Frljić sve rjeđe režira u Hrvatskoj. Na početku drugog desetljeća 21. stoljeća režira dvije dječije predstave: Matilda u Dječjem kazalištu Dubrava i Družba Pere Kvržice u GK Žar ptica. Za potonju predstavu dobiva sjajne kritike, pa kritičarka Novog lista Nataša Govedić piše: "...Oliveru Frljiću valjalo bi prepustiti pozorište za djecu i sutra bismo vjerojatno imali savršenu institucionalnu pripremu za punoljetne gledatelje." 2011. godine u Teatru &TD režira predstavu Mrzim istinu! po vlastitom predlošku u kojoj koristi sopstvenu porodičnu istoriju i postavlja je u pozorišni kontekst. Predstava je trijumfirala na 26. Gavellinim večerima, a žiri je ustvrdilo "kako predstava najavljuje jedno novo pozorišno doba u kojem radikalne autorske estetike uspijevaju pronaći istinski dijalog sa svim članovima kazališne zajednice." Predstava je iste godine dobila i prestižnu Nagradu Hrvatskog glumišta u kategoriji najbolje predstave u cjelini, a bila je nominirana u čak 7 kategorija. Predstava je u svega nekoliko mjeseci doživjela kultni status, karte su mjesecima ranije rasprodane, a od strane nekoliko kritičara je proglašena ključnim pozorišnim događajem 2011. godine. U narednim gostovanjima po festivalima predstava je osvojila dvadesetak pozorišnihh nagrada te je postala jedna od najnagrađivanijih pozorišnih predstava u istoriji hrvatskog pozorišta. Predstava je odigrana i na jednom od najprestižnijih svjetskih pozorišnih festivala Wiener Festwochen. Tom predstavom Oliver Frljić je zaključio svoj  najuspješniju pozorišnu godinu u kojoj je odnio nagrade za najbolju režiju na svim relevantim festivalima u regionu.
Na početku 2012. režira predstavu Prolazi sve po tekstu Dubravka Mihanovića u GDK Gavella. Sezonu je nastavio u Prešernovom gledališču Kranj gdje je režirao Tri sestre Antona Pavloviča Čehova. Iste godine u Ateljeu 212 postavlja kontroverzni autorski rad Zoran Đinđić o atentatu na Zorana Đinđića. Predstava je podijelila publiku, a pojedini kritičari su je opisali kao: "Hrabro, provokativno i bezobrazno istinito - jednom riječju, pljuska u lice direktno s pozorišnih dasaka. Pozorišni događaj desetljeća!" Predstava je dobila Gran Prix "Mira Trailović" za najbolju predstavu 47. Bitefa, a prikazana je i na jednom od najuglednijih njemačkih festivala Neue Stucke aus Europa gdje je dobila odlične kritike. Nakon premijere, o predstavi se dugo raspravljalo u političkim i pozorišnim krugovima, a Oliver Frljić je još jednom potvrdio svoju poziciju kontroverznog režisera. Iste godine prvi put sarađuje sa Dubravačkim ljetnim igrama gdje postavlja Buchnerovu Dantonovu smrt, gdje također izaziva skandal. Prvo, smještanjem gledalaca ispod pozornice, tako da im vire samo glave, a potom klanjem kokoši na pozornici, što je nakon samo jedne izvedbe zabranila Uprava veterinarstva Republike Hrvatske. Usprkos skandalima dramski žiri je upravo Frljiću dodjelio prestižnu nagradu Orlando za najveći umjetnički domet u dramskom programu. U jesen 2012. godine prvi put sarađuje sa Satiričkim kazalištem Kerempuh sa predstavom Gospođa ministarka Branislava Nušića u kojoj je naslovnu ulogu tumačila Elizabeta Kukić. Za tu predstavu angažovao je lingvistkinju Snježanu Kordić da izradi titlove koje je projektovao iznad glumaca kako bi pokazao zagrebačkoj publici da su titlovi suvišni. Nakon toga Frljić režira tri predstave u vodećim slovenačkim pozorištima kao što su Slovensko mladinsko gledališče (Georges Feydeau: Klistirajmo Srćka!), Slovensko narodno gledališče, Ljubljana (Aleksander Vvedenski: Božić kod Ivanovih) i Prešerenovo gledališče, Kranj (Autorski projekt: 25.671).
Nakon brojnih uspješnih festivalskih gostovanja u Njemačkoj, 2013. godine Frljić prvi put režira u Njemačkoj. Predstavu Black Box Schule: They Expect You to Pick a Career o obrazovnom sistemu režira u Düsseldorf Schauspielhau (Düsseldorf). Na najvećem njemačkom festivalu za mlade, Heidelberger Stückemarkt-u, predstava je bila nominovana kao jedna od tri najbolje u Njemačkoj.
Godine 2014. godine vraća se u Hrvatsku i u Zagrebačkom kazalištu mladih režira dramu Hamlet Vilijama Šekspira sa Krešimirom Mikićem u naslovnoj ulozi, te predstavu Jazavac u Kerempuhu u Satiričkom kazalištu Kerempuh. Od 2014. do 2016. je intendant Hrvatskog narodnog kazališta Ivana pl. Zajca u Rijeci. A od sredine 2016. svoj rad u Rijeci nastavlja u okviru projekta Evropske prijestonice kulture, odnosno na pripremi i realizaciji teme nazvane Podijeljeni gradovi koja u prijavnoj knjizi kandidature grada Rijeke predstavlja okosnicu trećeg programskog pravca Doba moći. Godine 2018. godine režira predstavu Šest likova traže autora u Satiričkom pozorištu Kerempuh.
Predstava Balkan macht frei Olivera Frljića uvrštena je među četiri najbolje predstave izvedene u Njemačkoj u 2015. po glasovima publike popularnog nemačkog portala Nachtkritik.  Godine 2018. su predstavi Kletva koju je u Poljskoj, dnevne novine Gazeta Wyborcza dodjelile nagradu Wdecha u kategoriji događaja godine.
Britanski The Guardian uvrstio je Olivera Frljića 2018. među četiri najuzbudljivija režisera evropskog kontinenta. The Guardian navodi kako "njegov rad satirizira politiku država bivše Jugoslavije, ratno profiterstvo, uspon ultra desničarskog nacionalizma", ističući da je Frljić jedan od najpotrebnijih redatelja u Evropi.
Vezano za svoj rad Frljić o jeziku kojim govori kaže:
Ja sam ponosan na to što još uvijek govorim jezik koji zvanično više ne postoji, riječ je o srpskohrvatskom jeziku.— 2015. za Radio Slobodna Evropa

## Nagrade
- 2007. Nagrada ASSITEJ-a (Susret profesionalnih pozorišta za djecu i mlade HC Assitej) za režiju predstave Blizanke.
- 2008. Zlatna Žar ptica (Naj, naj, naj festival) za režiju predstave Blizanke.
- 2008. Nagrada za najbolju režiju (Dječji pozorišni festival Pozorište Zvezdarište, Beograd) za režiju predstave Blizanke.
- 2008. Nagrada za najbolju režiju (Međunarodni festival komornog teatra Zlatni lav) za režiju predstave Turbo-folk.
- 2009. Mali Marulić (Festival hrvatske drame za djecu) za režiju predstave Strah u Ulici lipa.
- 2009. Zlatna Žar ptica (Naj, naj, naj festival) za režiju predstave Strah u Ulici lipa.
- 2009. Nagrada ASSITEJ-a (Susret profesionalnih pozorišta za djecu i mlade HC Assitej) za režiju predstave Strah u Ulici lipa.
- 2009. Nagrada Anđelko Štimac (Međunarodni festival malih scena) za režiju predstava Turbo-folk i Bahke.
- 2011. Nagrada za najbolju režiju (Gavelline večeri) za režiju predstave Mrzim istinu!.
- 2011. Nagrada za najbolju režiju (10. Festival bosanskohercegovačke drame, Zenica) za režiju predstave Kukavičluk.
- 2011. Sterijina nagrada (Sterijino pozorje, Novi Sad) za režiju predstave Kukavičluk.
- 2011. Zlatni lovorov vijenac (MESS, Sarajevo) za režiju predstave Otac na službenom putu.
- 2011. Nagrada ASSITEJ-a (Susret profesionalnih pozorišta za djecu i mlade HC Assitej) za režiju predstava Matilda i Družba Pere Kvržice.
- 2011. Ardalion (Jugoslavenski pozorišni festival Bez prevoda, Užice) za režiju predstave Otac na službenom putu.
- 2011. Nagrada za najbolju režiju (Susreti profesionalnih pozorišta, Brčko) za režiju predstave Pismo iz 1920.
- 2012. Nagrada za najbolju režiju (11. Festival bosanskohercegovačke drame, Zenica) za režiju predstave Mrzim istinu!
- 2012. Nagrada za najbolji tekst izvedbe (15. Teatar Fest Petar Kočić, Banja Luka) za tekst predstave Mrzim istinu!
- 2012. Nagrada "Korak u stvarnost" (15. Teatar Fest Petar Kočić, žiri radio televizije Republike Srpske, Banja Luka) za predstavu Mrzim istinu!
- 2012. Nagrada " Biljana Kovačević-Vučo" za zaštitu i unaprjeđenje ljudskih prava, Beograd
- 2012. Orlando (Dubrovačke ljetne igre) za režiju predstave Dantonova smrt.
- 2012. Nagrada Borislav Mihajlović Mihiz (Fond "Borislav Mihajlović Mihiz", za dramatičarska i dramaturška dostignuća u projektima Proklet bio izdajica svoje domovine, Kukavičluk, Zoran Đinđić i Mrzim istinu!.
- 2014. Nagrada Anđelko Štimac (Međunarodni festival malih scena) za režiju predstave Hamlet.
- 2014. Nagrada Veljko Maričić (Međunarodni festival malih scena) za dramaturšku adaptaciju predstave Hamlet.
- 2014. Nagrada Gazety Wyborczej (Međunarodni pozorišni festival KONTAKT) za predstavu 25.671.[18]
- 2015. Nagrada Anđelko Štimac (Međunarodni festival malih scena) za režiju predstave Aleksandra Zec.
- 2017. Nagrada za najbolju režiju (Gavelline večeri) za režiju predstave Medeja.[19]
- 2018. Nagrada Wdecha u kategoriji događaja godine (Gazeta Wyborcza) za režiju predstave Kletva.[15]

## Spoljašnje veze veze
- Oliver Frljić на веб-сајту  (језик: енглески)
- Objavljeni članci Olivera Frljića na portalu Tačno.net
- 2012 razgovor s Oliverom Fljićem za TeVe KUPEK на веб-сајту